# 富勢村
富勢村（とみせむら）は、千葉県東葛飾郡にかつて存在した村である。現在の千葉県柏市の北東部と我孫子市の西部にまたがって位置した。

## 地理
- 河川：大堀川
- 湖沼：手賀沼、和田沼

## 歴史
当地区中、根戸村、宿連寺村、布施村および久寺家村は南相馬郡に属して、往古の風早荘の地であったと伝えられる。呼塚新田、根戸村新田、松ヶ崎村新田および柏堀ノ内新田は印旛郡に属し、風早荘、戸張郷の地であったと伝えられる。
- 1873年（明治6年） - 大区小区制施行の際、全地区とも第14大区1小区に編入される。
- 1875年（明治8年） - 第13大区3小区に編入替される。
- 1878年（明治11年） - 郡区町村編制法施行の際、布施村は独立し、他の村々は一団として村連合を組成した。
- 1884年（明治17年） - 戸長役場所轄区域更定の際、当地区に柏中村新田を加えて、同一戸長役場の所轄区域に編入された。
- 1889年（明治22年）1月24日 - 関係諸村および所轄戸長から、富勢村を置く案に異議ない旨の答申がなされる。
当地区は戸長役場所轄関係、学区のいずれも2つに分かれ、学区については久寺家村は我孫子宿ほか6村と共に、その他の各村は一団として、各々一区をなしていた。しかし、各村はいずれも農業を営んで生活し、人情、生活状態も同じで、合併上の不都合はなかった。
布施村は、関係諸村中で圧倒的な大村であるため、新村名にその旧名を踏襲することを希望したが、他の村はそれを好まず、「布施」に音を通じて「富勢」村と命名することに決定した。
- 1889年（明治22年）5月22日 - 町村制施行により、根戸村、宿連寺村、布施村、久寺家村、印旛郡呼塚新田、同郡根戸村新田、同郡松ヶ崎村新田、同郡柏堀ノ内新田字一番割および水神前が合併し南相馬郡富勢村が成立する。
- 1897年（明治30年）3月30日 - 東葛飾郡が南相馬郡を編入し東葛飾郡富勢村になる。
- 1952年（昭和27年）6月 - 町村合併協議会が設置され、4町村（富勢村、我孫子町、湖北村および布佐町）による検討が始まりかけたが、各町村の事情により急速な進展は見られなかった。
柏町との合併か、我孫子町との合併かという両者の意見が対立していたが、町村合併協議会の設置以降、我孫子町との合併の機運が高まりつつあった。その背景として、同村一部地域の学童教育が我孫子町へ委託されている等のつながりがあったことが挙げられる。協議会では、1953年（昭和28年）3月31日をもって我孫子町と合併することで合意する。
- 1953年（昭和28年）2月 - 富勢村で我孫子町との合併に強い反対意見が出され、再協議の結果、原則として合併すべきだが、いずれと合併すべきかは結論が得られなかった。
- 1953年（昭和28年）12月 - 村民世論調査の結果、我孫子町との合併を望むのは620世帯、柏町との合併を望むのは454世帯となり、意見が分かれ混乱が続く。
- 1954年（昭和29年）3月 - 村議会で分村合併案が議決されたが事態は収束しなかった。
- 1954年（昭和29年）6月 - 住民投票が行われ、我孫子町との合併を望むのは1,500人、柏町との合併を望むのは1,652人となり、この結果を受けて柏町との合併が議決されたが、なおも混乱が続く。

- 1954年（昭和29年）11月1日 - 東葛市（編入面積10.3km2、4,108人）および東葛飾郡我孫子町（編入面積5.1 km2、2,023人）に分割編入され、消滅する。この分割編入の結果、柏・我孫子両市に布施・根戸の地名がある。

## 交通

### 道路
- 国道6号